# 久保駿貴
久保 駿貴（くぼ しゅんき、1997年生まれ）は、日本の起業家。株式会社ABABA代表取締役社長CEO。東京MX堀潤モーニングFLAGコメンテーター。

## 来歴
兵庫県明石市出身。関西大学入学後、3年次編入学で岡山大学に入学。卒業後、神戸大学大学院を経て、現在岡山大学大学院社会文化科学研究科国際社会専攻に在学し横井篤文教授に師事。高校理科教員免許も保持している。関西大学在学時より2つの事業の立ち上げを行い、岡山大学4年次に、友人が最終選考で落ち鬱になったことをきっかけに株式会社ABABAを創業。
「就職活動のプロセスを評価する」をミッションに最終面接で落ちてしまった学生を推薦で応援でき、他社の最終選考まで進んだ方を採用できるスカウト型サービスABABAを提供。リリース2年でユーザー企業600社、1万5千人もの学生が利用するサービスに。落ちたら終わりの就活の文化をなくし、就職活動による自殺者や就活鬱の減少などの社会課題解決に挑む。同サービスは第17回キャンパスベンチャーグランプリ全国大会にて最優秀賞となる経済産業大臣賞を受賞。
全てのサービスをノーコードで開発しているスタートアップとしても注目されている。

## 受賞歴＆採択アクセラレーションプログラム
- 第17回キャンパスベンチャーグランプリ（CVG）全国大会　経済産業大臣賞[2]
- 第5回価値デザインコンテスト　SDGs日本賞
- 金の卵発掘プロジェクト2021審査員特別賞受賞[3]
- 岡山イノベーションコンテストグランプリ
- NTTドコモ・ベンチャーズ伴走型インキュベーションプログラム第5期 卒業[4]
- 東京都運営 NEXs Tokyo 卒業[5]
- OIHスタートアップアクセラレーションプログラム（OSAP）第14期  採択[6]

## 講演
- 岡山大学ユネスコチェア特別講座2021[7]

- 岡山大学ユネスコチェア特別講座2021 第2弾[8]

- 関西大学 イノベイターズトークVol.26[9]

- 静岡大学 Tongali しずはま起業部ミートアップ[10]

- 明石北高校 SDGs講演会[11]

- 大阪府主催 就活セミナー[12]

## 出演

### テレビ
- 堀潤モーニングFLAG（TOKYO MX）※準レギュラー
- NEWS23
- Nスタ
- NHKニュースおはよう日本
- かんさい情報ネットten.
- ABEMA Prime